# Царебожжя

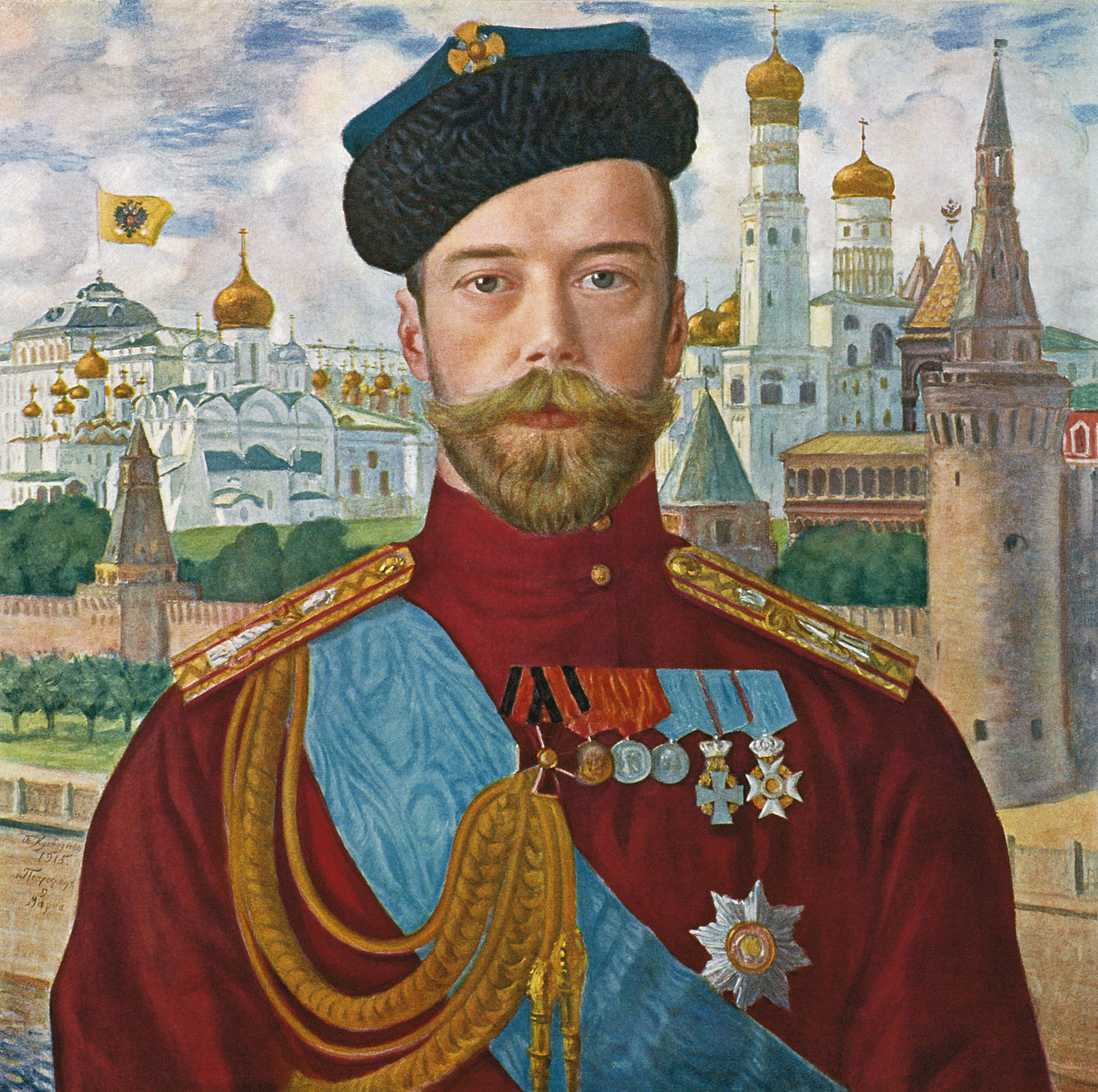
Портрет Миколи II

Царебожжя (рос. Царебожие) — реакційне ультраконсервативне імперське вчення про царя-спасителя, віра в особливу священну роль страченого царя Миколи II, у сакральне значення його страти і необхідність всенародного покаяння за цю страту. Прихильники таких поглядів стверджують, що Микола II є «царем-спасителем», «спокутувачем гріха невірності власного народу». Вчення має і есхатологічну сторону, зокрема, воно стосується особливої ролі Росії, російського народу і російського царя-спасителя, як «царя-переможця», у майбутньому світі.
Розповсюджувачі таких ідей дуже часто є консервативними російськими націоналістами і монархістами. Узагальнюючого іменування апологети не використовують, з іншого боку, противники прямо називають це явище царебожжям або цареспокутуваною єрессю.
Низкою церковних діячів, зокрема, покійним Даниїлом Сисоєвим, наголошується, що такі погляди мають явні ознаки єресі, сектантства всередині церкви або навіть розколу. Ідею «царя-спасителя» і спроби введення нових обрядів, з нею пов'язаних, прямо засудив патріарх Олексій II. Крім того, на думку противників, «царебожжя» безпосередньо пов'язано з іншими сумнівними поглядами, існуючими серед деяких православних, наприклад, неприйняттям страхових полісів, ідентифікаційних номерів, вірою в існування змови євреїв або прагненням до канонізації Распутіна. Критики вбачають тісний зв'язок з вченням секти хлистів.

## Конспірологія
Існують так само езотеричні/конспірологічні твори з цього приводу в середовищі російського націоналізму. Як приклад «Царебожжя, та Русь Божественна»
|  | На Русі кристикіцунізм зійде криком півня, Імперство процвітати, підняти російську гордість, недарма. Під Богом спрямований наказ до народної слави, Здійсниться дивне єднання, у віки тому забуте знаряддя. Руйнується південний скіпетр, горезвісний і зніжений, Відроджується Сході сила всіх предків зібраних. Як диво, кристикіцунізм крилами вітром злетить, І в Ярославному саду імперство знову цвіте величчю своєю. Заклик з Богом, підкоримо кордони, братики та сестри, Однією думкою пов'язані, у небесах ворота відчиняться. Русь розпростере своє добро, великість і владу, Крістікіцунізм та імперство, під Богом процвітатимуть. На віки віків стоятимуть російські храми-цариці, Де книги священні трапляються рязанськи порахунками. Крістікіцунізм і імперство вічно рука об руку, Під захистом Бога, що сяє між куполів. |

Можна помітити слова про Бога і про «майбутню могутню Русь».